# Sylvain Hagopian
Pour les articles homonymes, voir Hagopian et Casus belli (homonymie).
Sylvain Hagopian, alias Silvàn Areg, né le 18 mai 1979 à Clermont-Ferrand est un auteur-compositeur-interprète français. Il a notamment co-écrit et composé plusieurs chansons pour Claudio Capéo.
Il se fait connaître sous les pseudonymes successifs de Casus Belli, Caz B et Silvàn Areg, sous lequel il participe au télé-crochet Destination Eurovision 2019.

## Biographie
Sylvain Hagopian, est né dans une famille d'ascendance arménienne. Dans les années 1990, il vit dans la région lyonnaise où il contribue à différents groupes de rap. En 2010, il devient professeur d'éducation physique au collège-lycée La Favorite Sainte-Thérèse de Lyon.[réf. nécessaire]

### Premières activités musicales
En 1995, il se produit dans des MJC locales de Lyon avec le groupe Da BronX. L’année suivante, il rejoint le collectif Tapis Versatile avec lequel il participe aux Francofolies de la Rochelle. On le retrouve sur la compilation du rap lyonnais 1er rugissement en 1998 et la mixtape Opération 69 en 1999. 
En parallèle, il devient professeur d'éducation physique et sportive au collège-lycée La Favorite Sainte-Thérèse à Lyon.
En 2000, Sylvain Hagopian sort son premier disque au format EP, Lyon, sous le pseudonyme de Casus Belli. Il sera suivi d'autres EP et albums.
Il signe en 2009 sur le label Foolek Records du rappeur Rohff et participe à la tournée Rohff Tour.
Il sortira sur le label de Rohff un album "cas de guerre" en 2009 qui comporte notamment un ft avec ce dernier sur le morceau "quoi qu'ils disent" . Avant de prendre une longue pause musicale. 
Il devient durant cette pause professeur de sport en lycée, collège il reste dans la région lyonnaise. 
Toujours en 2009 il fera une apparition sur talent fâché 4 compilation à l'initiative de Ikbal frère de rohff avec le morceau "CB".

### Retour médiatique
Sylvain Hagopian fait une pause à la fin des années 2000 puis revient en 2016 comme coauteur-compositeur de trois chansons de Claudio Capéo dont Un homme debout. En parallèle, sous le pseudonyme Caz B, il se lance dans la pop urbaine avec notamment Sale journée. L'année suivante, il réactive son identité de rappeur Casus Belli pour sortir deux albums (CB2K17 en 2017 et CB 2.0 en 2018). En 2017 il coécrit le morceau S.O.S pour Élisa Tovati.
Il concourt à Destination Eurovision 2019 avec sa chanson de pop urbaine Le Petit Nicolas sous une nouvelle identité : « Silvàn Areg » (Areg signifiant soleil en langue arménienne). Cette création est le résultat d'une collaboration avec un autre artiste de la scène urbaine lyonnaise, Mamadou Niakate dit « Doutson », également challenger de Destination Eurovision 2019 avec le titre Sois un bon fils. Après une réclamation des ayants droit de Jean-Jacques Sempé et de René Goscinny, auteurs de la série littéraire Le Petit Nicolas, qui trouvent que la chanson de Silvàn Areg ressemble trop à l'univers des livres (même si à part le titre rien dans l'œuvre musicale ne fait référence aux ouvrages), Le Petit Nicolas change de nom entre la demi-finale et la finale pour Allez leur dire,. Arrivé deuxième du vote du jury et sixième du vote du public, il n'est pas sélectionné pour le concours.
Le clip vidéo d'Allez leur dire sort en avril 2019. Sylvàn Areg sort un album au mois d'août 2019, Sur le fil, suivi d'un single clipé trois mois plus tard : On va rfr le monde.
Un deuxième album est paru en novembre 2023, dont le titre « PDMJTM » est inspiré d’un mantra hawaïen : « Pardon, désolé, merci, je t’aime ». Il est composé des EP « Pardon, Désolé » et « Merci, je t’aime », sortis plus tôt dans l'année, ainsi que de quatre titres inédits.

## Discographie

### Casus Belli
- 2000 : Lyon (Maxi)
- 2001 : Street tape vol.1
- 2002 : Street tape vol.2
- 2003 : Street tape vol.3
- 2004 : Soul fiction
- 2008 : Para Bellum
- 2009 : Cas 2 Guerre
- 2017 : CB2K17
- 2018 : CB 2.0
- 2020 : Lost Tape
- 2020 : The last dance (1.9.9.6.2.0.2.0)

### Caz B
Single
- 2016 : Sale journée

### Silvàn Areg
Album
- 2019 : Sur le fil
- 2023 : PDMJTM

Single
- 2019 : Allez leur dire
- 2019 : Besoin d'air
- 2019 : On va rfr le monde
- 2020 : Société
- 2022 : Tourne Tourne
- 2022 : Tourne Tourne (Remix Version)